# 藤原春岡
藤原 春岡（ふじわら の はるおか）は、平安時代初期から前期にかけての貴族。藤原北家魚名流、参議・藤原藤嗣の子。官位は正五位下・大和権守。

## 経歴
承和7年（840年）従五位下に叙爵し、翌承和8年（841年）常陸介に任ぜられる。承和13年（846年）宮内少輔に任ぜられると、右衛門権佐・少納言と、仁明朝末から文徳朝初頭にかけて京官を歴任する。この間の嘉祥3年（850年）3月の仁明天皇の崩御に際して伊勢国の固関使を務め、同年4月の文徳天皇の即位に伴って従五位上に叙せられている。
仁寿2年（852年）大宰少弐に任ぜられると、越中守・大和権守と、文徳朝から清和朝にかけて地方官を歴任し、この間の貞観4年（862年）には正五位下に昇叙された。

## 官歴
『六国史』による。
- 承和7年（840年） 正月7日：従五位下
- 承和8年（841年） 4月5日：常陸介
- 承和13年（846年） 2月11日：宮内少輔。7月27日：右衛門権佐
- 承和14年（847年） 2月11日：少納言
- 嘉祥2年（849年） 7月9日：右衛門権佐
- 嘉祥3年（850年） 3月17日：伊勢国固関使（仁明天皇崩御）。4月17日：従五位上。8月5日：左衛門権佐
- 仁寿2年（852年） 正月15日：大宰少弐
- 貞観4年（862年） 正月7日：正五位下。2月11日：越中守
- 貞観5年（863年） 2月10日：大和権守

## 系譜
『尊卑分脈』による。
- 父：藤原藤嗣
- 母：不詳
- 妻：不詳
  - 男子：藤原発生[1]
  - 男子：藤原清生
  - 男子：藤原奉公[1]